# Намвонг, Араня
Араня Намвонг (тайск. อรัญญา นามวงศ์, род. 4 сентября 1947) — тайская актриса.
В 1964 году Араня Намвонг заняла второе место на конкурсе Мисс Таиланд, уступив при этом первое место Апарсе Хонгсакуле. В 1970-х годах она исполнила много главных ролей в тайских фильмах, где часто вместе с ней в главной роли играл Сомбат Метани. Последние фильмы с участием Намвонг это — «Легенда о Суриотай» (2001), «Нерождённый» (2003) и «Телохранитель» (2004). Актриса замужем за лидером тайской музыкальной группы The Impossibles Ситхой Сиричайей.